# 埃达

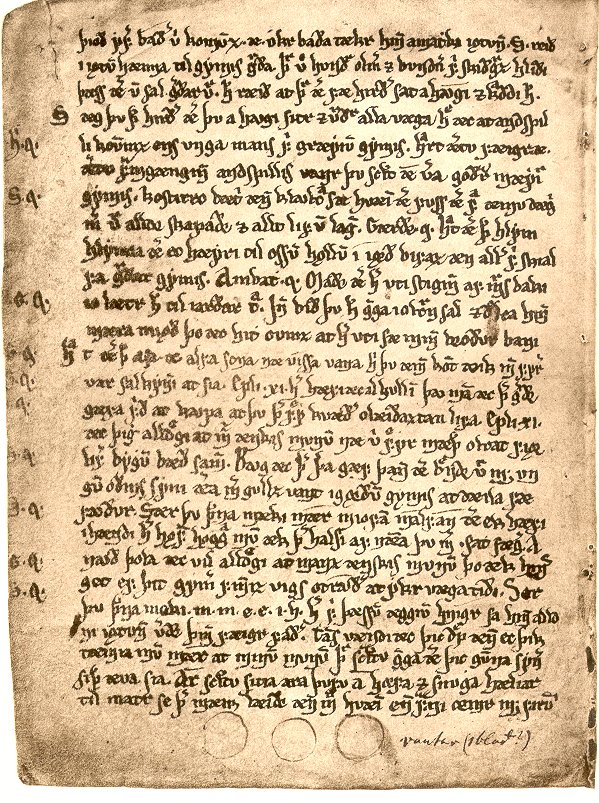
埃達手稿

埃达（古諾斯語：单数：），是兩本古冰島文學的統稱，內容多與北歐神話有關。兩本埃達分別為《詩體埃達》與《散文埃達》，其中《詩體埃達》年代較早，又被稱作《老埃達》，《散文埃達》又作《新埃達》以及《埃達》。現今的北歐神話揉合了兩本埃達的內容。

## 埃達語源
埃達（Edda）在古斯堪的那維亞語裡，原指「太祖母」或是「古老傳統」，後來轉化為「神的啟示」或「運用智慧」。
另一個解釋是「詩歌」或是「寫作詩歌」，據說可能是詩人史洛里·斯圖拉松由拉丁文中的「Edo（詩）」一詞變化創造出冰島語單詞。
而第三種解釋是由冰島南部學術中心奧迪（Oddi）的變音，可能表示「奧迪叢書」（The book of Oddi）的意思。奧迪據說也是史洛里受教育的地方。

## 兩部埃達經

### 老埃達
《老埃達》是丹麥主教呂恩約爾弗·斯汶遜（Brynjólfur Sveinsson）於1643年發現的，是手抄本，內容是關於北歐傳說及神話的詩，因此又被稱之為《詩體埃達》。另外，也有些有學者誤認為《老埃達》是由冰島歷史學家──塞蒙恩德·弗魯德（1056—1133）收集整理，故又有《塞蒙恩德埃達》（Sæmundar Edda）之稱。一般學者認為，《老埃達》被編寫的時間應該比《新埃達》要晚約50年，但其內容和詩的格式則大約創作於維京時期。
冰島的《老埃達》是在九世紀時，由從挪威而來的遷徙者所帶來的一種獨特口頭文學。十三世紀時，由冰島的吟遊詩人將其寫定成篇。《老埃達》共收詩歌三十五篇，後來的補上有三篇，這三篇有時候並不計算在內。神話詩記錄的是有關北歐神祇的傳說，有敘事體，也有教諭體。英雄詩都是短詩，內容為古代英雄或北歐海盜時期前的國王和戰士。《老埃達》的首篇是〈女巫的預言〉（Völuspá），它敘述世界和人類的創造、毀滅和再生。

### 新埃達
《新埃達》或稱《散文埃達》或《史洛里埃達》（Snorri's Edda）。這指的是由冰岛詩人史洛里·斯圖拉松於十三世紀寫定的無韻體散文神話故事和英雄傳奇。成書時間大約為1220年左右。
《新埃達》的首篇是《欺騙古魯菲》（Gylfaginning），藉由古魯菲向三位神秘人物詢問關於北歐的神話。由於史洛里是基督教的忠誠信徒，他不認為以奧丁為首的這些北歐諸神是「神」，因此在他的作品中，皆將其「人格化」，奧丁是為部族領袖。之後奧丁不斷擴張領土，並將新疆土交由兒子統治，最後抵達挪威地區。
對史洛里來說，這些神話故事的內容並不是他書中的重點；詩歌的承傳和寫作技巧才是重要的。